# Courson-les-Carrières
Courson-les-Carrières es una localidad y comuna francesa situada en la región de Borgoña, departamento de Yonne, en el distrito de Auxerre. Es el chef-lieu y mayor población del cantón de su nombre.

## Geografía
Se encuentra a 20km al sur de Auxerre, en el límite septentrional del bosque de Frétoy. La proximidad y buena comunicación con la capital del departamento han posibilitado que esta población rural haya visto incrementarse su población continuamente en las últimas dos décadas.

## Demografía
| 1 116 | 1 098 | 1 199 | 1 196 | 1 586 | 1 525 | 1 511 | 1 552 | 1 415 | 1 418 | 1 371 | 1 428 | 1 329 | 1 275 | 1 365 | 1 204 | 1 111 | 1 069 | 1 079 | 994 | 835 | 768 | 796 | 820 | 797 | 732 | 671 | 757 | 701 | 682 | 716 | 788 | 853 |
| Para los censos de 1962 a 1999 la población legal corresponde a la población sin duplicidades (Fuente: INSEE [Consultar]) |       |       |       |       |       |       |       |       |       |       |       |       |       |       |       |       |       |       |     |     |     |     |     |     |     |     |     |     |     |     |     |     |